# Vurberk
Vurberk este o localitate din comuna Duplek, Slovenia, cu o populație de 373 de locuitori.